# Elek Pál
Malomszegi Elek Pál (1897-ig Engel Pál, 1900-tól malomszegi) (Ondrohó, 1856. szeptember 12. – Baden bei Wien, 1914. április 15.) vezérigazgató, közgazdász, udvari tanácsos.

## Életpályája
Édesapja gazdálkodó volt; 1860-ban vásárolta meg malomszegi birtokát. Európa majdnem minden országában járt, sőt Ázsiában is. Párizsban és Londonban dolgozott; a Dreyfuss-bankház export- és importvállalatának vezetője volt. 1890–1911 között Baross Gábor meghívására a Magyar Kereskedelmi Rt. vezérigazgatója volt.
Meghonosította és állandósította a fiumei árubehozatalt, 1892-ben megszervezte a budapesti déligyümölcs-árverés intézményét. 1892-ben ő indította el az első osztálysorsjátékot. Megalapította a nyersbőr- és gyapjúakciókat és a Magyar Államvasutak gépgyára vezérügynökségét. Számos ipari és pénzintézeti vállalkozás létrehozása mellett a magyar sótermelésnek új kiviteli piacokat szerzett.
1900. április 10-én malomszegi előnévvel ő és törvényes leszármazottai számára nemesi címet és címert adományozott I. Ferenc József Bécsben.
Eredményes működéséért 1905-ben udvari tanácsosi címmel tüntette ki az uralkodó.
Cikkei jelentek meg a Pester Lloyd (1891, 1901), a Magyar Ipar (1908), a Magyar Társadalomtudományi Szemle (1908) és a Pesti Napló (1909) hasábjain.
Áttért. Felesége Garai Aranka (esküvő: 1892), akitől két leánygyermeke származott, Lili (férjezett szobi Luczenbacher Pálné. Született: 1893), és Mariska (később dezseri Rudnyánszky Ferenc honvéd huszárőrnagy felesége. Született: 1894).
A Fiumei úti sírkertben található (11-1-4) síremlékét, ahol családjával nyugszik, Ligeti Miklós 1922-ben készített szobra díszíti.

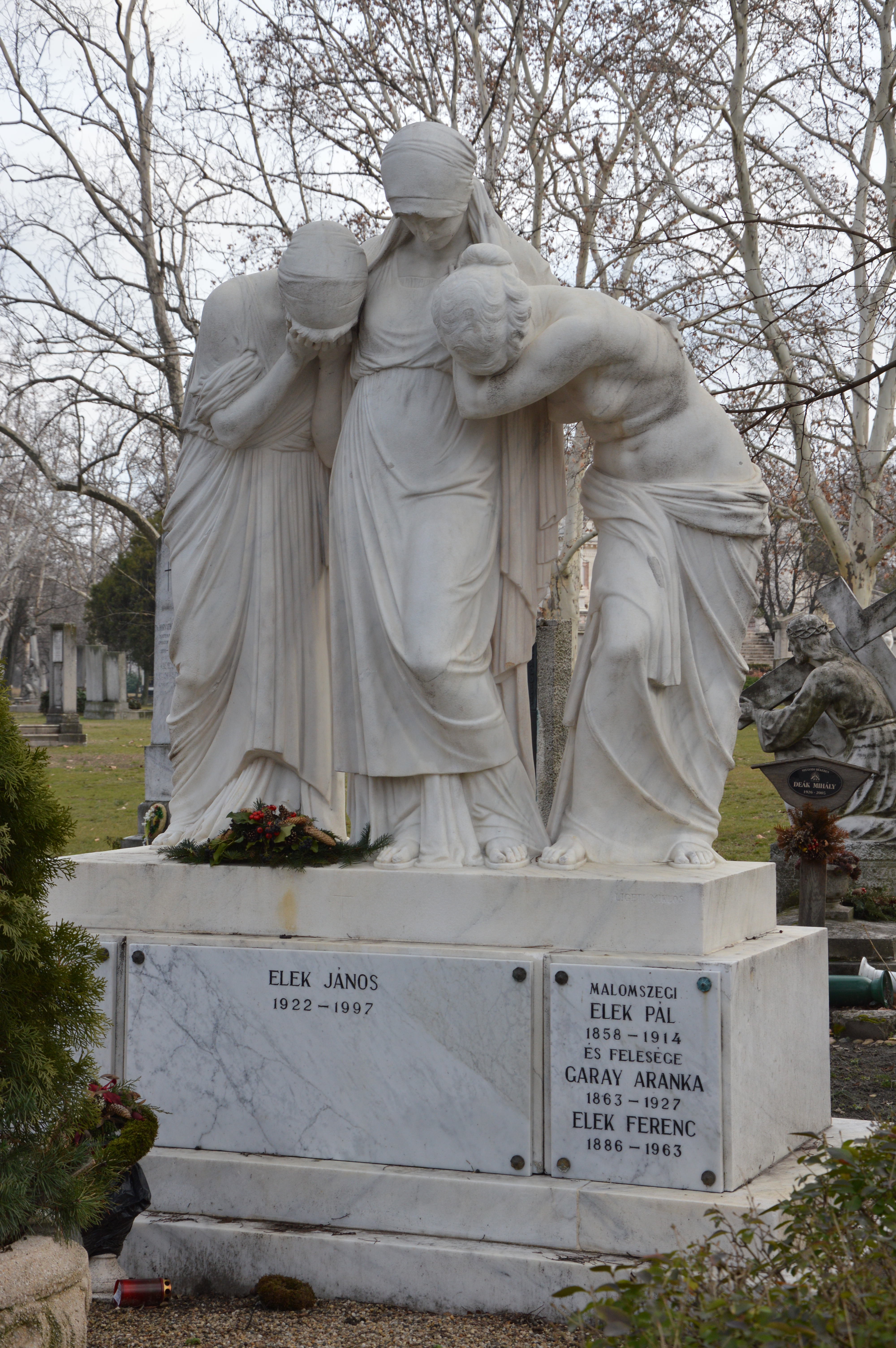
Sírja a Fiumei úti sírkertben (11-1-4). Alkotó: Ligeti Miklós.

Balassa Imre megírta regényes életrajzát.